# Tsholomnqa
 (octobre 2020).
Tsholomnqa est un village d'Afrique du Sud, situé en zone rurale dans la province du Cap-Oriental.

## Géographie
Le village est situé près de la ville d'East London. 

## Historique
Le village a servi de cadre à de nombreuses batailles des Xhosa,.

## Personnalités liées au village
- Makazole Mapimpi (1990-), joueur de rugby à XV international sud-africain[3],[4]